# Ctenolabrus rupestris
 Ctenolabrus rupestris és una espècie de peix marí de la família dels làbrids i de l'ordre dels perciformes.
Els adults poden assolir els 18 cm de longitud total. Es troba des de Noruega fins al Marroc, incloent-hi la mar Mediterrània i la mar Negra.